# 1277

## Události
- od jara vedou Vítkovci válku proti králi Přemyslu II. Otakarovi
- 24. dubna – bitva u Stolce
- květen Ojíř z Lomnice napadl České Budějovice
- září – dvanáctiletá Kunhuta Přemyslovna ač zasnoubená s Hartmanem vstupuje do kláštera klarisek
- první písemná zmínka o Třebíči jako o městě, nachází se v listině opata Martina

## Vědy a umění
- 7. března – tzv. pařížské odsouzení – biskupem Štěpánem Tempierem odsouzeno 217 filozofických a teologických tezí na univerzitě v Paříži
- první doložený větrný mlýn na českém území (Strahov)

## Narození
- 21. ledna – Galeazzo I. Visconti, milánský vládce († 6. srpna 1328)
- 17. dubna – Michael IX. Palaiologos, byzantský císař († 12. října 1320)
- Markéta Dánská, švédská královna jako manželka Birgera Magnussona († 2. března 1341)
- Robert I. Neapolský, neapolský král († 1343)

## Úmrtí
Česko
- ? – Boreš z Rýzmburka, nejvyšší maršálek Českého království a nejvyšší komorník Václava I. (* okolo 1210)
- ? – Vítek z Rožmberka, český šlechtic (* ?)

Svět
- 1. ledna – Filip Sicilský, achajský kníže a titulární soluňský král (* ? 1256)
- 20. května – Jan XXI., papež (* 1215)
- 14. července – Humbert z Romans, pátý generál dominikánského řádu (* 1194)
- 17. června – Trần Thái Tông, vietnamský císař (* 17. července 1218)
- 1. července – Bajbars, mamlúcký sultán Egypta (* 1223)

## Hlavy států
- České království – Přemysl Otakar II.
- Svatá říše římská – Rudolf I. Habsburský – Alfons X. Kastilský
- Papež – Jan XXI. – Mikuláš III.
- Anglické království – Eduard I.
- Francouzské království – Filip III.
- Polské knížectví – Boleslav V. Stydlivý
- Uherské království – Ladislav IV. Kumán
- Kastilské království – Alfons X. Moudrý
- Portugalské království – Alfons III.
- Byzantská říše – Michael VIII. Palaiologos